# LeRon Ellis
LeRon Perry Ellis (Los Ángeles, California; 28 de abril de 1969) es un exjugador de baloncesto estadounidense que disputó 3 temporadas en la NBA, además de jugar en España, Japón, Argentina y China. Su padre, LeRoy Ellis, jugó 14 temporadas en la NBA y ganó el campeonato con Los Angeles Lakers en 1972. Con 2,11 metros de estatura, jugaba en la posición de pívot.

## Trayectoria deportiva

### Universidad
Ellis asistió a las universidades de Kentucky y Syracuse, dos años en cada una. En su primera campaña en los Wildcats de Kentucky contó con pocas oportunidades, mientras que en su año sophomore creció como jugador, llegando a promediar 16 puntos y 5,5 rebotes por partido. Posteriormente, en Syracuse, el nivel de Ellis descendió, aunque firmó un gran último año universitario con 11,1 puntos y 7,7 rebotes, su mejor media reboteadora en la NCAA.

### Profesional
Ellis fue seleccionado en la 22.ª posición del Draft de la NBA de 1991 por Los Angeles Clippers. Su carrera en la NBA fue breve, disputando tres temporadas no consecutivas en Los Angeles Clippers, Charlotte Hornets y Miami Heat. Su mejor año en la liga lo firmó en los Hornets, donde promedió 4,4 puntos y 3,8 rebotes en 50 partidos. 
Entre tanto, Ellis jugó en el Grupo Libro Valladolid y en el F. C. Barcelona de la Liga ACB, en las ligas menores de Estados Unidos (CBA y USBL), y, en sus últimos años como baloncestista, en Japón (Mitsui Falcons), Argentina (Club Atlético Quilmes (Mar del Plata)) y China (Beijing Olympians).

## Estadísticas de su carrera en la NBA

### Temporada regular
| Temporada | Edad | Equipo            | Liga | P  | TIT | MIN  | TC  | TCA | %TC  | 3P  | 3PA | %3P | TL  | TLA | %TL  | R.OF. | R.DEF. | REB | ASIS | ROB | TAP | PER | FP  | PTS |
| 1991-92   | 22   | L.A. Clippers     | NBA  | 29 | 0   | 3.6  | 0.6 | 1.7 | .340 | 0.0 | 0.0 |     | 0.3 | 0.7 | .474 | 0.4   | 0.4    | 0.8 | 0.0  | 0.2 | 0.3 | 0.4 | 0.4 | 1.5 |
| 1993-94   | 24   | Charlotte Hornets | NBA  | 50 | 1   | 13.6 | 1.8 | 3.6 | .484 | 0.0 | 0.0 |     | 0.9 | 1.4 | .662 | 1.4   | 2.4    | 3.8 | 0.5  | 0.3 | 0.5 | 0.4 | 1.7 | 4.4 |
| 1995-96   | 26   | Miami Heat        | NBA  | 12 | 1   | 6.2  | 0.4 | 1.8 | .227 | 0.0 | 0.0 |     | 0.3 | 0.5 | .500 | 0.4   | 0.3    | 0.7 | 0.3  | 0.2 | 0.3 | 0.3 | 0.9 | 1.1 |
| Carrera   |      |                   | NBA  | 91 | 2   | 9.4  | 1.2 | 2.8 | .433 | 0.0 | 0.0 |     | 0.6 | 1.0 | .613 | 1.0   | 1.5    | 2.4 | 0.3  | 0.3 | 0.4 | 0.4 | 1.2 | 3.0 |

### Playoffs
| Temporada | Edad | Equipo        | Liga | P | MIN | TCA | TC | 3PA | 3P | TLA | TL | R.OF. | REB | ASIS | ROB | TAP | PER | FP | PTS | %TC | %3P | %FT | MIN | PTS | REB | AST |
| 1991-92   | 22   | L.A. Clippers | NBA  | 1 | 2   | 0   | 0  | 0   | 0  | 0   | 0  | 0     | 0   | 0    | 0   | 0   | 0   | 0  | 0   |     |     |     | 2.0 | 0.0 | 0.0 | 0.0 |
| Carrera   |      |               | NBA  | 1 | 2   | 0   | 0  | 0   | 0  | 0   | 0  | 0     | 0   | 0    | 0   | 0   | 0   | 0  | 0   |     |     |     | 2.0 | 0.0 | 0.0 | 0.0 |

## Selección nacional
Ellis compitió en la Copa William Jones de 1988 con la selección de baloncesto de Estados Unidos.